# Quirnbach (Westerwald)
Pour l’article homonyme, voir Quirnbach/Pfalz.
Quirnbach est une municipalité de la Verbandsgemeinde de Selters, dans l'arrondissement de Westerwald, en Rhénanie-Palatinat, dans l'ouest de l'Allemagne.